# スワロウ・テイルズ
『スワロウ・テイルズ』（Swallow Tales）は、アメリカ合衆国のジャズ・ギタリスト、ジョン・スコフィールドが2019年に録音・2020年に発表したスタジオ・アルバム。

## 背景
ECMレコード移籍第1弾アルバムに当たり、スコフィールドが20歳の頃から親交が深かったスティーヴ・スワロウ（本作にもサイドマンとして参加）の楽曲を取り上げた作品である。本作は2004年発売のライブ・アルバム『アンルート』と同様、スコフィールド、スワロウ、ビル・スチュワートのトリオで録音された。収録曲のうち「アウェイ」は、以前にもスコフィールドのリーダー・アルバム『クワイエット』（1996年）で取り上げられている。

## 評価
イアン・パターソンはAll About Jazzにおいて5点満点中4点を付け「スコフィールドの演奏は輝かしくメロディックで、まるで全曲とも彼のために作られたかのようであり、スワロウとスチュワートの自然なスウィングに乗って、あらゆる場面で変化に富み、新鮮で刺激的な即興演奏が引き出されている」と評している。また、Matt Collarはオールミュージックにおいて5点満点中4.5点を付け「本作には歌物の曲はないが、スコフィールドは温かく叙情性を押し出した演奏を披露し、スワロウの曲の歌心を深く理解していることを物語っている」と評している。

## 収録曲
全曲ともスティーヴ・スワロウ作曲。
1. シー・ワズ・ヤング - "She Was Young" - 9:33
2. フォーリング・グレイス - "Falling Grace" - 5:27
3. ポーツマス・フィュレーションズ - "Portsmouth Figurations" - 3:31
4. オウフル・コーヒー - "Awful Coffee" - 9:28
5. アイダーダウン - "Eiderdown" - 7:13
6. ハロー・ボリナス - "Hullo Bolinas" - 4:15
7. アウェイ - "Away" - 4:54
8. イン・F - "In F" - 4:34
9. ラジオ - "Radio" - 4:21

## 参加ミュージシャン
- ジョン・スコフィールド - エレクトリック・ギター
- スティーヴ・スワロウ - エレクトリックベース
- ビル・スチュワート - ドラムス